# Galbula chalcothorax
Galbula chalcothorax là một loài chim trong họ Galbulidae.